# Brachylomia constrasta
Brachylomia constrasta là một loài bướm đêm trong họ Noctuidae.